# Scarpa d'oro 2021

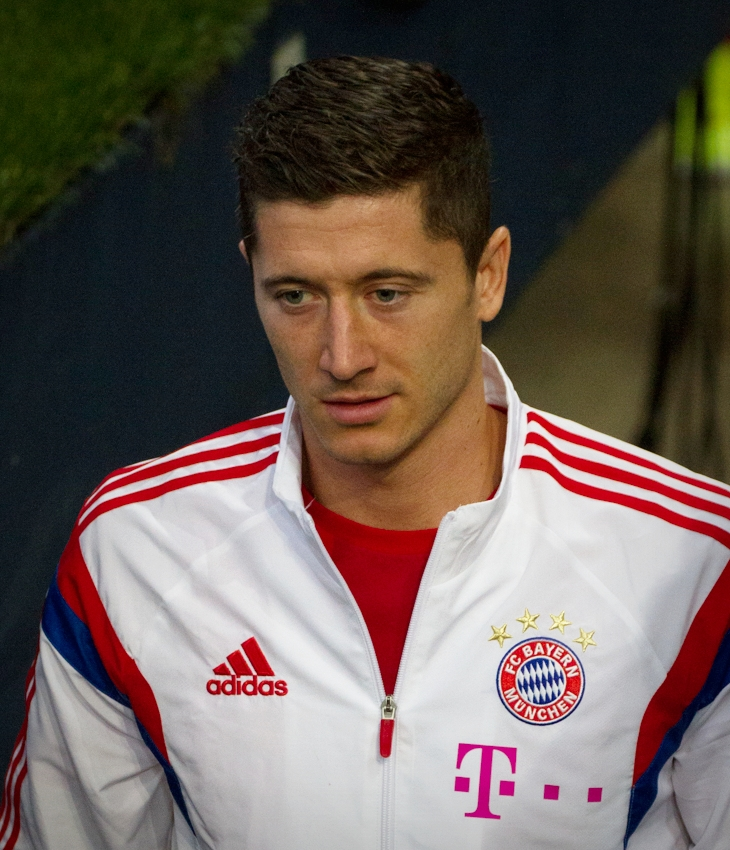
Robert Lewandowski, vincitore della Scarpa d'oro 2021

La Scarpa d'oro 2021 è il riconoscimento calcistico conferito al giocatore che, durante la stagione calcistica europea, ha ottenuto il miglior punteggio calcolato moltiplicando il numero di reti messe a segno in partite di campionato per il coefficiente di difficoltà del campionato stesso.
Il premio è stato vinto da Robert Lewandowski grazie ai suoi 41 gol segnati durante la stagione 2020-2021, con i quali ha anche stabilito un nuovo record di marcature in una singola stagione in Bundesliga, fino ad allora detenuto da Gerd Müller. Per l'attaccante del Bayern Monaco si tratta del primo successo nella competizione.

## Classifica finale
Questa è la classifica relativa alle prime undici posizioni della competizione.
| Pos. | Nome               | Campionato attuale | Squadra/e             | Gol | C-UEFA | Punti |
| ---- | ------------------ | ------------------ | --------------------- | --- | ------ | ----- |
| 1    | Robert Lewandowski | Bundesliga         | Bayern Monaco         | 41  | x2     | 82    |
| 2    | Lionel Messi       | Primera División   | Barcellona            | 30  | x2     | 60    |
| 3    | Cristiano Ronaldo  | Serie A            | Juventus              | 29  | x2     | 58    |
| 4    | André Silva        | Bundesliga         | Eintracht Francoforte | 27  | x2     | 54    |
| 5    | Erling Haaland     | Bundesliga         | Borussia Dortmund     | 25  | x2     | 50    |
| 5    | Kylian Mbappé      | Ligue 1            | Paris Saint-Germain   | 25  | x2     | 50    |
| 7    | Romelu Lukaku      | Serie A            | Inter                 | 24  | x2     | 48    |
| 8    | Harry Kane         | Premier League     | Tottenham             | 23  | x2     | 46    |
| 9    | Karim Benzema      | Primera División   | Real Madrid           | 22  | x2     | 44    |
| 9    | Gerard Moreno      | Primera División   | Villarreal            | 22  | x2     | 44    |
| 9    | Luis Muriel        | Serie A            | Atalanta              | 22  | x2     | 44    |